# Teenage Mutant Ninja Turtles III
Teenage Mutant Ninja Turtles III er den tredje og foreløbig sidste spillefilm med Teenage Mutant Ninja Turtles af Kevin Eastman og Peter Laird. Den blev lanceret af New Line Cinema i 1993.
I forhold til de to første film er denne lysnet mere op stemningsmæssigt og gjort mere børnevenlig. I modsætning til toeren har alle fire padder dog deres våben i brug. Shredder er ikke i filmen.

## Handling
Tilbage i feudaltidens Japan finder den lokale feudalherres søn et magisk scepter, der bytter ham om med April, der har fundet det selvsamme scepter i nutiden. Padderne må rejse 400 år tilbage i tiden, fra New York City i 1993 til feudaltidens Japan, for at redde hende, men de lander midt i en konflikt mellem egnens bønder og den onde feudalherre og dennes allierede, den onde våbenhandler Walker.

## Medvirkende
- Paige Turco – April O'Neil
- Elias Koteas – Casey Jones og Whit
- Stuart Wilson – Walker
- Sab Shimono – Lord Norinaga
- Vivian Wu – Mitsu
- Jim Raposa – Donatello
- Mark Caso – Leonardo
- David Fraser – Michaelangelo
- Matt Hill – Raphael
- James Murray – Splinter
- Henry Hayashi – Kenshin
- John Aylward – Niles
- Travis A. Moon – Yoshi (ikke Hamato Yoshi)

### Stemmer
- Corey Feldman – Donatello
- Brian Tochi – Leonardo
- Robbie Rist – Michaelangelo
- Tim Kelleher – Raphael
- James Murray – Splinter